# Bajandzürch
Bajandzürch (mong. Баянзүрх) – dzielnica Ułan Bator, stolicy Mongolii.
Dzielnica została utworzona w 1965 roku. Położona jest w południowo-wschodniej części Ułan Bator. Obejmuje terytorium 1,244 km² i składa się z 28 osiedli. W 2013 roku liczyła 294 908 mieszkańców. Bajandzürch w znacznej części ma charakter wiejski, na jej obszarze uprawiana jest ziemia i prowadzony wypas zwierząt.